# Euproctis ochrocraspeda
Euproctis ochrocraspeda är en fjärilsart som beskrevs av Collenette 1932. Euproctis ochrocraspeda ingår i släktet Euproctis och familjen tofsspinnare. Inga underarter finns listade i Catalogue of Life.